# Sony Open Tennis 2013
Die Sony Open Tennis 2013 waren ein Tennisturnier der WTA Tour 2013 für Damen und ein Tennisturnier der ATP World Tour 2013 für Herren in Miami, welche zeitgleich vom 19. bis zum 31. März 2013 in Miami, Florida stattfanden.
Titelverteidiger im Einzel war Novak Đoković bei den Herren sowie Agnieszka Radwańska bei den Damen. Im Herrendoppel die Paarung Leander Paes und Radek Štěpánek, im Damendoppel die Paarung Marija Kirilenko und Nadja Petrowa die Titelverteidiger.

## Herrenturnier
→ Hauptartikel: Sony Open Tennis 2013/Herren
→ Qualifikation: Sony Open Tennis 2013/Herren/Qualifikation

## Damenturnier
→ Hauptartikel: Sony Open Tennis 2013/Damen
→ Qualifikation: Sony Open Tennis 2013/Damen/Qualifikation